# Hierodula major
Hierodula major är en bönsyrseart som beskrevs av Henri Saussure 1871. Hierodula major ingår i släktet Hierodula och familjen Mantidae. Inga underarter finns listade i Catalogue of Life.